# Píxide de Al-Mughira
La Píxide de al-Muguira, también llamado "Bote de Almoguira", es una urna de marfil de elefante datada del año 968, que perteneció al príncipe al-Muguira (o al-Mughira), hijo del califa omeya de al-Ándalus, Abderramán III. La píxide es considerada una de las joyas del arte islámico y de los marfiles hispanomusulmanes.

## Contexto
La urna fue hallada por los arqueólogos en el yacimiento arqueológico de la antigua ciudad del califato de Córdoba, llamada Madínat al-Zahra, (la ciudad de Zahra), fundada por el califa Abderramán III (Abd al-Rahman III al-Násir) en el año 936. La ciudad estaba situada a unos 8 km de Córdoba en dirección oeste. La obra recibe su nombre debido a que fue un regalo para al-Muguira, hijo menor del califa Abderramán III, fundador del Califato de Córdoba.
Abderramán III estuvo en el poder desde el año 912 hasta el 961. Durante los primeros veinticinco años de reinado se dedicará a restablecer el poder omeya en el territorio andalusí, encabezado por campañas, empezando por Córdoba hasta conseguir el restablecimiento del poder omeya en todo al-Ándalus. La victoria de Abderramán III implica que los Omeyas sigan disponiendo de amplios recursos humanos y económicos, pese a la fallida del sistema fiscal en manos de Abd Allah, abuelo de Abderramán III.
El 15 de octubre de 961, después de cuarenta y nueve años de reinado, muere Abderramán III a los setenta años y lo sucede su hijo al-Hákam II, hermano de al-Muguira. El reinado de al-Hákam II (961-976) fue la época de apogeo de la influencia política, económica y sobre todo cultural de al-Ándalus dentro y fuera de la Península, supone la etapa más brillante de al-Ándalus tanto por la tranquilidad interna como por la protección hacia el exterior y el notable desarrollo cultural, científico y artístico, como la ampliación de la Mezquita de Córdoba. 
Al-Hákam II, antes de morir, hizo jurar a los miembros del Estado a Hisham II, su hijo que sería el sucesor, en esos momentos solo tenía once años. Después de su muerte en el 976, se produce una conspiración respecto a la sucesión. Los altos funcionarios dieron apoyo a la elección de al-Muguira, hermano pequeño de al-Hákam II, en estos momentos tenía veintisiete años como sucesor. 
Finalmente el primer ministro Hayib Yá‘far ibn Uthmán al-Mushafi, el general Gálib y otros miembros de la corte entre los cuales estaba Muhámmad ibn Abi ‘Ámir (futuro Almanzor) se aliaron, asesinando a al-Muguira, imponiendo así como a sucesor a Hisham II.

## Técnica
La píxide de al-Mughira tiene un gran valor económico debido a que esta elaborada con marfil; es una sustancia de escasa dureza, similar a la consistencia de una madera dura. Es una materia prima obtenida de los colmillos de elefantes mayoritariamente, pero también de otras piezas como huesos de hipopótamos o morsas.
El marfil permite obtener calidades como la dureza y el brillo, eso hace que sea un material noble, además en el continente europeo había gran dificultad en conseguir este material que se tenía que importar del continente africano, comportando un incremento del valor económico que solo tenían a su alcance las clases altas. Se desconoce el comitente de la pieza, pero se puede intuir que la persona que lo encargó tenía un gran poder adquisitivo.  
La píxide fue tallada probablemente por el maestro Halaf, en el año 968, y destaca por su increíble detalle y finura en la ejecución, contiene inscripciones cúficas y dibujos de jinetes a caballo, un músico tocando un laúd, palmeras, flores de loto, cetreros con sus halcones, dos leones etc.; se desconoce el uso concreto que se le dio a esta urna, aunque se cree que pudo contener perfumes, o joyas.
Desde el año 1898, la pieza se exhibe en el Museo del Louvre de París, Francia quien la adquirió de la antigua Colección Riano.

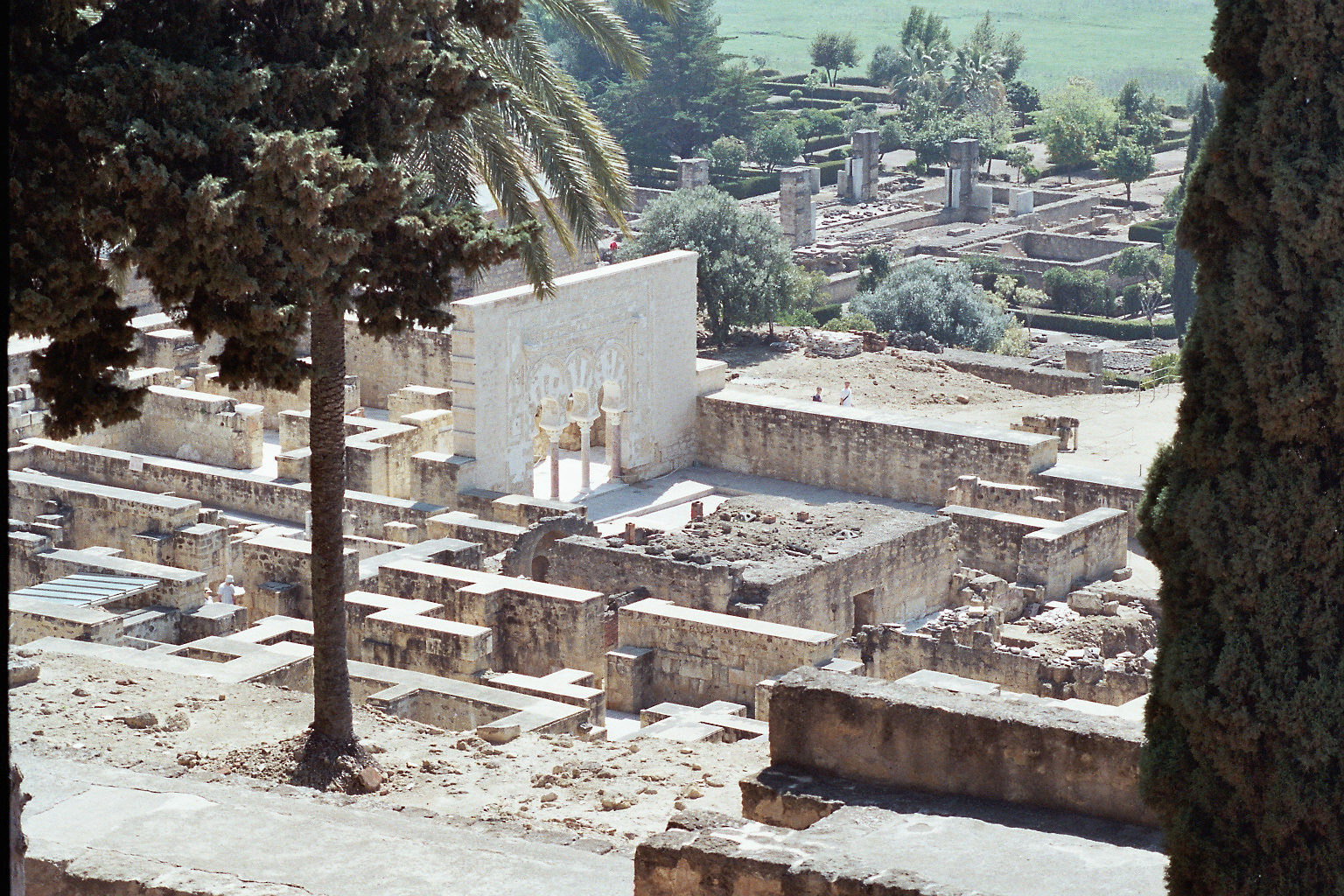
Vista de los restos de la antigua ciudad omeya de Madínat al-Zahra.

## Características
- Material: marfil de elefante.
- Espesor de la pared: 1,8 cm.
- Inscripciones hechas con incisiones de 1,5 cm de profundidad.
- Se abre y se cierra mediante dos charnelas o bisagras.